# Hanseatic School for Life

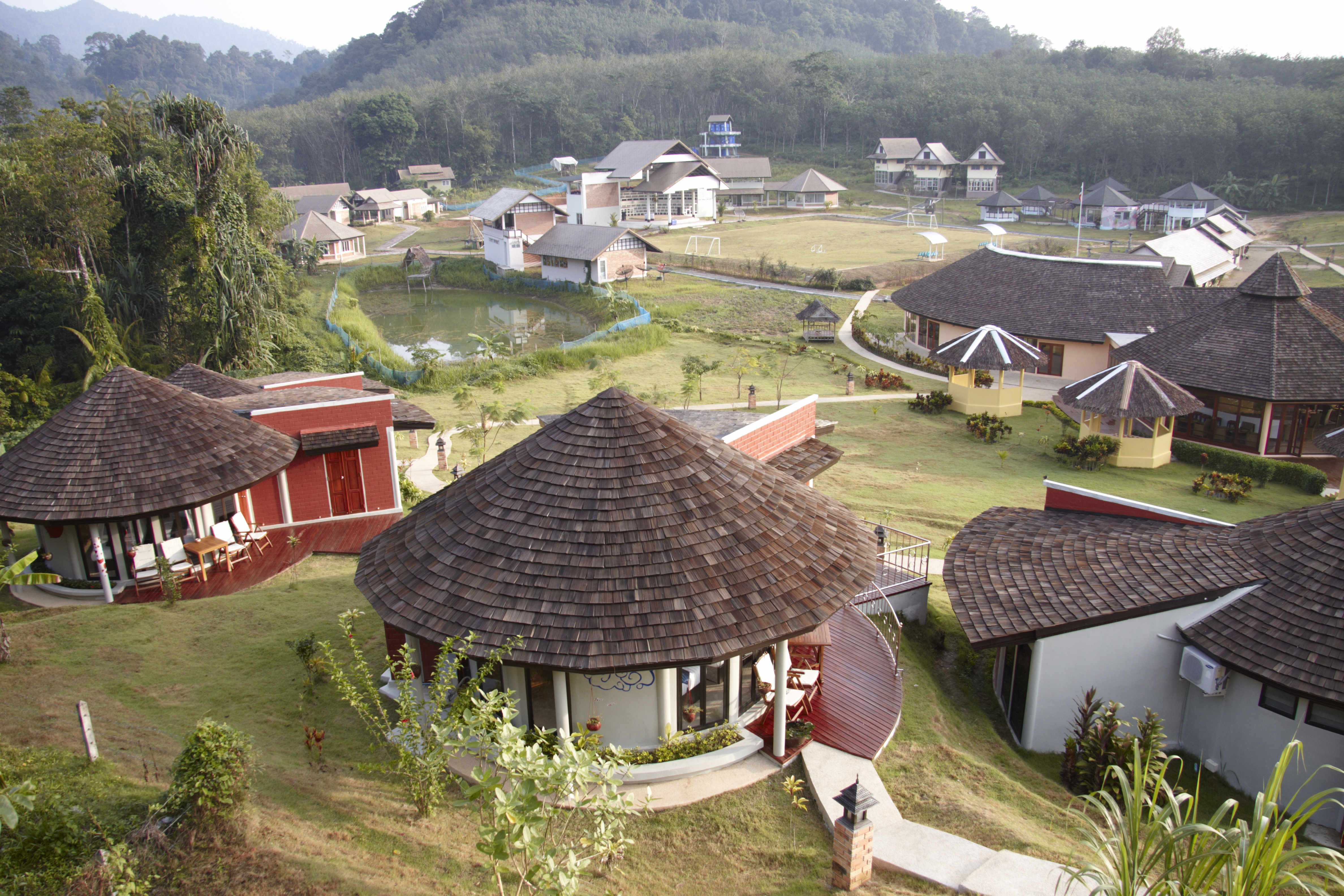
Ein Teil des Geländes der Hanseatic School for Life

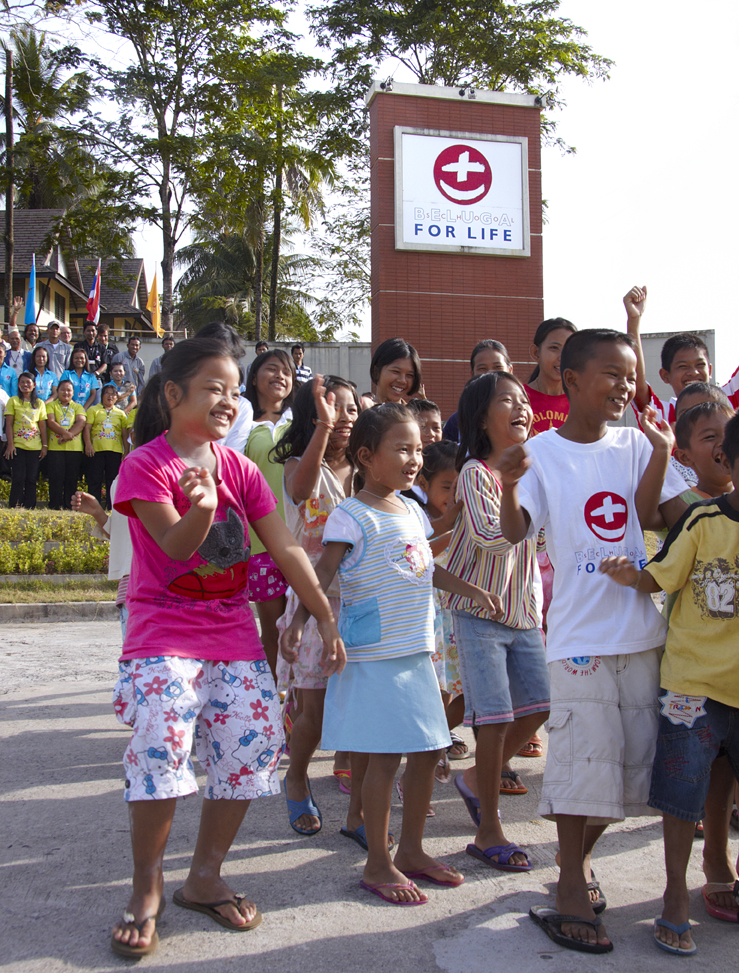
Eingang der Hanseatic School for Life

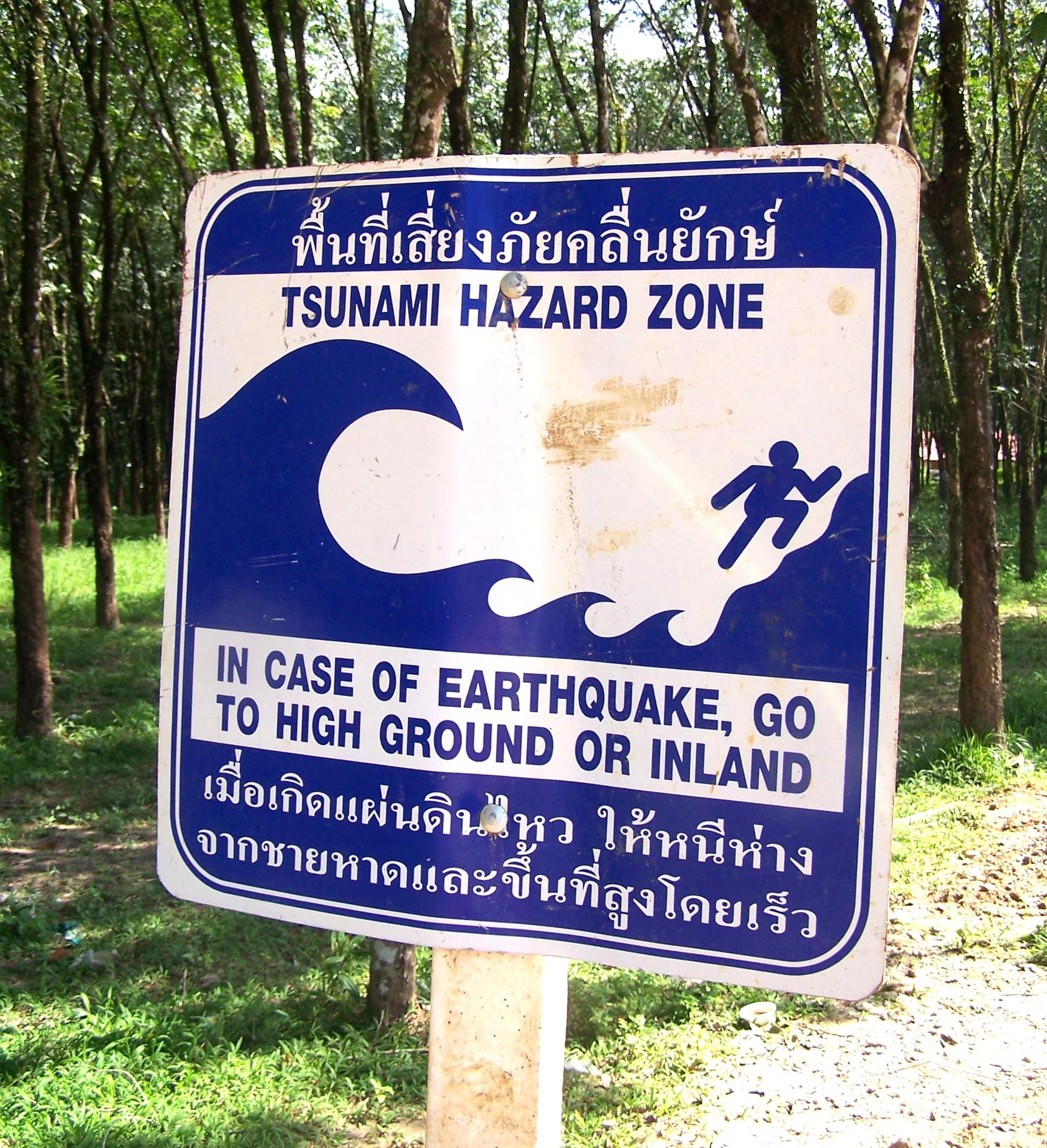
Tsunami-Warnschild in Khao Lak

Die Hanseatic School for Life, ehemals Beluga School for Life, ist ein nichtstaatliches, soziales Hilfsprojekt in Thailand.

## Allgemeines
Die HSfL betreut in Not geratene Kinder und Jugendliche. Sie verfolgt den „Situationsansatz“ als pädagogisches Konzept. Im familienähnlichen Zusammenleben und projektorientiertem Lernen erlangen die Kinder und Jugendlichen in konkreten „Schlüsselsituationen“ grundlegende fachliche, soziale und unternehmerische Fähigkeiten, mit deren Hilfe sie ihr Leben positiv gestalten können.

Seit dem Jahr 2006 war Silke Nagel Geschäftsführerin in Hamburg. Die Leitung in Thailand hat als Projektleiter Sommart Krawkeo.
Im November 2014 meldete die TAZ, dass der Verein insolvent sei. Die Gesellschaft wurde mit Wirkung zum 28. Mai 2014 aufgelöst. Er wurde durch die ehemalige Geschäftsführerin Silke Nagel abgewickelt. Die Rolle des Finanzbeirates Volker Grabowsky ist nicht weiter bekannt. Offenbar wird die Schule aber weiter betrieben und auch aus Deutschland unterstützt, wie aus einer Facebook-Seite der Unterstützer hervorgeht. 

## Geschichte
Die Hanseatic School for Life im Oktober 2006 im Süden Thailands in Na Nai („Dorf im Reisfeld“) bei Khao Lak eröffnet. Ziel war es zunächst, den zahlreichen Kindern in Thailand zu helfen, die die Tsunami-Flutwelle im Indischen Ozean am zweiten Weihnachtsfeiertag 2004 zu Waisen gemacht hatte. Thailand zählte zu den am schlimmsten von der Katastrophe betroffenen Ländern.
Das Konzept der Schule ruhte von Beginn an auf den beiden Säulen Wohnen und Lernen. Die Kinder wohnen in familienähnlichen Strukturen ähnlich denen der weltweit errichteten SOS-Kinderdörfer. Die Wissensvermittlung erfolgt in den nach und nach erweiterten Ausbildungszentren, in so genannten „Lernorten“ auf dem Gelände. Geistiger Vater des Situationsansatzes ist der Berliner Pädagoge Jürgen Zimmer, der die Internationale Akademie für Innovative Pädagogik und Ökonomie gGmbH (INA) an der Freien Universität Berlin gründete und die Umsetzung des Konzepts in der Hanseatic School for Life begleitet. Er gründete auch die School for Life bei Chiang Mai. Nach Insolvenz des Vereins wurde dieser abgewickelt.

## Ziele und Tätigkeit
Die Zielsetzung der Hanseatic School for Life ist die klare Ausrichtung auf die Vermittlung praxisnaher und leicht anwendbarer Kenntnisse, mit denen es den Schülern möglich gemacht werden soll, sich später eine eigene Existenz aufzubauen und sogar Arbeitsplätze zu schaffen. Hinter dem Konzept steht der Gedanke „Hilfe zur Selbsthilfe“, mit dem ein nachhaltiger Beitrag zur Armutsbekämpfung geleistet werden soll. Der Gästebereich des Dorfes dient als „Lernort“, dem im Süden Thailands in seiner Art einmaligen „Hotel Training Institute“, für Schulabsolventen, um in einer einjährigen Ausbildung Kenntnisse im Umgang mit Urlaubern praktisch anzuwenden und sich für das Hotelfach zu qualifizieren.

## Finanzierung
Die Hanseatic School for Life finanziert sich im Wesentlichen durch Spenden, Patenschaften und ein Konsortium, das die derzeitigen Engpässe der Schule auffängt.

## Auszeichnungen
Die Hanseatic School for Life wurde am 30. September 2007, von der Initiative der Bundesregierung Deutschland – Land der Ideen, als „Ausgewählter Ort im Land der Ideen“ ausgezeichnet. Im November 2008 erhielt die Hanseatic School for Life von Willi Lemke, UNO-Sonderbeauftragter des UN-Generalsekretärs für Sport im Dienste von Frieden und Entwicklung, eine persönliche Auszeichnung. Er hob besonders die School for Life hervor: „Ich werde UN-Generalsekretär Ban Ki Moon sagen, dass das hier das beste Projekt ist, das ich bisher gesehen habe“.

## Kritik
Die Schule ist nicht Trägerin des DZI Spenden-Siegels, durch welches die ordnungsgemäße Verwendung der Spenden bescheinigt werden kann.
Eine Überprüfung über die Verwendung der Gelder und der Aussagen in den Werbe- und Informationsmaterialien seitens des DZI mittels aussagekräftiger Informationen ist die Hanseatic School for Life bis heute nicht nachgekommen.
Der Reeder Niels Stolberg, Gründungsmitglied der Vorgängereinrichtung der Hanseatic School for Life, soll laut Staatsanwalt Frank Passade, Spendengelder der Schule veruntreut haben.

## Medienberichterstattung
Berichte in überregionalen Medien über die neue Hanseatic School for Life:
- ARD Rettung der Hanseatic School for Life 11. Juli 2011
- SZ Reeder Stolberg der Veruntreuung verdächtig. Eine Spende, die nicht ankam 5. Oktober 2011
- TAZ Waisenhaus-Finanzierung. Die Spur der Spenden 14. März 2012
- HSfL ist bis 2013 finanziell abgesichert (PDF; 1,9 MB) Hanseatic School for Life 29. November 2011
- WDR Hanseatic School for Life (Memento vom 31. März 2012 im Internet Archive) 22. Januar 2012
- NDR Wo sind die Spenden für die Beluga-Schule?, Mitarbeiter sprechen von einem Etikettenschwindel, 13. März 2012
- TAZ